# Nephronophthise
Nephronophthise (nephron- von altgriechisch νεφρός, Niere; phthisis von altgriechisch φθίσις, Schwund) ist die Bezeichnung für eine Gruppe seltener ernsthafter genetisch bedingter Erkrankungen der Nieren. Die Krankheit ist eine autosomal-rezessive Form einer tubulointerstitiellen Nephritis. Die Nephronophthise führt zu Zystennieren an der kortikomedullären Grenze der Nieren. Sie gilt als eine Aufbrauchkrankheit der Tubuli.
Bisher sind mindestens zwanzig unterschiedliche Gene (Typen) bekannt, bei denen Mutationen oder Deletionen zur Nephronophthise führen können. Am häufigsten ist dabei die familiäre juvenile Nephronophthise (NPHP1).
Die Nephronophthise (englisch wie ursprünglich im Griechischen: nephronophthisis) wird (in Unkenntnis der altgriechischen Sprache) als NPHP (oder selten auch mit NPH) abgekürzt. Mitunter wird die Nephronophthise mit der medullary cystic disease (MCD; medullary cystic kidney disease MCKD; renal medullary cystic disease RMCD) gleichgesetzt.

## Geschichte

### Nierentuberkulose
Hippokrates von Kos bezeichnete mit dem Ausdruck Nephrophthisis die Nierenschwindsucht. Später hat man dann die Nierentuberkulose als Nephronophthisis beschrieben. Denn die Tuberkulose nannte man damals auch Phthisis, also Schwindsucht. Die Wörterbuchautoren Otto Dornblüth und Willibald Pschyrembel definierten von der 10. Auflage 1921 bis zur 256. Auflage 1990 des Klinischen Wörterbuches noch „Nephrophthisis [ϕϑίω schwinde]: Nierentuberkulose“ im Rahmen einer Urogenitaltuberkulose.
Eine einseitige Nierenschwindsucht wurde früher oft (von den Urologen oder Chirurgen) mittels einer Nephrektomie behandelt. Heute wird die Urogenitaltuberkulose dagegen von den Lungenfachärzten medikamentös behandelt.

### Bedeutungswandel
Erstmals 1969 erwähnte Willibald Pschyrembel in der 185.–250. Auflage seines Klinischen Wörterbuches neben dem Stichwort Nephrophthisis auch die Nephronophthise als Erbkrankheit. Erstmals in der 257. Auflage 1994 erwähnt Pschyrembel die tuberkulöse Nephrophthise nicht mehr. In der aktuellen 268. Auflage 2020 fehlen beide Stichwörter. Im aktuellen Medizin-Duden sowie auch im Handlexikon der Medizin finden sich dagegen noch beide Lemmata.

### Erbkrankheit
„Im Jahre 1945 beschrieben Smith und Graham eine Nierenaffektion, die sie als medulläre Zystenniere bezeichneten (Nephronophthise).“
„Die familiäre juvenile Nephronophthise wurde 1948 erstmals von Bori beschrieben und von Fanconi und Clarke ausführlich publiziert. Es sind bis jetzt etwa 50 Fälle bekannt geworden (Stalder).“
„Die familiäre juvenile Nephronophthisis (1951) ist ein erbliches Leiden, das mit Polydipsie, Polyurie, leichter Proteinurie, Anämie einhergeht und zu Urämie und Exitus führt.“
Am 17. März 1973 erschien im British Medical Journal ein Hinweis auf einen genetischen Zusammenhang zwischen Rothaarigkeit und der Renal medullary cystic disease beziehungsweise der Familial juvenile nephronophthisis.

## Prävalenz
Die Nephronophthise ist eine seltene Erbkrankheit. Die Prävalenz aller sechs Krankheitstypen zusammen liegt bei etwa 1 : 100.000. Die Angaben in der Literatur streuen jedoch erheblich. Dies liegt zum einen daran, dass die Krankheit recht selten ist, und zum anderen daran, dass die Diagnose schwierig ist. Es gibt Schätzungen für die USA, dass 9 Erkrankte auf 8,3 Millionen Lebendgeburten kommen. Dagegen liegen die Schätzungen für Kanada bei Lebendgeburten bei 1:50.000.
Männliche und weibliche Patienten sind von der Erkrankung gleich häufig betroffen.
Trotz der relativ geringen Häufigkeit der Nephronophthise ist sie die häufigste genetisch bedingte Ursache für terminales Nierenversagen in den ersten drei Lebensdekaden.

## Pathophysiologie
Es kommt zu irreversiblen Schädigungen von Glomerulum und Tubulus. Die Glomeruli zeigen eine Fibrose und eine Sklerose. Die Tubuli atrophieren nach chronischer Entzündung (tubulointerstitielle Nephropathie) bis hin zur Zirrhose (Nierenzirrhose, Nephrozirrhose, Nephrocirrhosis arteriosclerotica, genuine angiosklerotische Schrumpfniere).
Die Glomerulopathie verringert die GFR meistens ohne weitere Symptome. Die Tubulopathie verkleinert die tubuläre Rückresorptionsquote TRR mit dem Symptom einer Polyurie im Rahmen eines Salzverlust-Syndroms mit Dehydratation und Exsikkose wegen der gesteigerten Diurese. Denn in den Nierenkanälchen „kommt es zu einer Transformation der ursprünglich überwiegend resorptiven Zellen zu sezernierenden Epithelien.“
Besonders in den distalen Tubulusabschnitten ist dadurch die Rückresorption von Wasser und anorganischen Basen verringert, wahrscheinlich weil die Tubuli „nach einem vorzeitigen Aufbrauch nach ihrem Zugrundegehen sekundär durch Bindegewebe ersetzt werden.“ Zur Urämie kommt es trotz der Tubulusschädigung bei einer gegenteiligen kompensatorischen Steigerung der tubulären Rückresorption wegen einer unzureichenden Flüssigkeitsaufnahme mit Reduktion des Herzzeitvolumens.
„Die Nephronophthise ist somit ein klassisches Beispiel für ein komplexes Zusammenspiel unterschiedlicher Gene, deren Fehlfunktion in einen gemeinsamen renalen Phänotyp mündet, aber sehr unterschiedliche extrarenale Manifestationen zeigt. Zur besseren Charakterisierung der Erkrankung wurde auch für die Nephronophthise eine Registerstudie etabliert (www.nephreg.de)“; diese ist zentraler Bestandteil des NEOCYST-Patientenregisters www.neocyst.de und wird im Universitätsklinikum Münster vom Bundesministerium für Bildung und Forschung (BMBF) sowie von der Firma Novartis finanziell gefördert und von der Gesellschaft für Pädiatrische Nephrologie (GPN) unterstützt.

## Einteilung
Üblich ist die Einteilung in drei relativ häufige Typen, mit widersprüchlichen Angaben in der Fachliteratur über die zeitlichen Abläufe:
- infantiler Typ (NPHP2, medianes Alter beim Krankheitsbeginn 1 Jahr, medianes Alter bei terminaler Niereninsuffizienz 8 Monate)
- juveniler Typ (NPHP1, medianes Alter beim Krankheitsbeginn 13 Jahre, medianes Alter bei terminaler Niereninsuffizienz 13 Jahre)
- adoleszenter Typ (NPHP3, medianes Alter beim Krankheitsbeginn 19 Jahre, medianes Alter bei terminaler Niereninsuffizienz 19 Jahre)[39]

Die übrigen vier Typen NPHP4, NPHP5, NPHP6 und NPHP7 sind seltener. Zusätzlich gibt es Einzelfallbeschreibungen betroffener Familien mit den Typen NPHP9, NPHP11, NPHP12, NPHP13, NPHP14, NPHP15 und NPHP16. Im Verbundprojekt NEOCYST (Network on Early Onset Cystic Kidney Disease) werden aktuell im Juni 2021 zusätzlich die Typen NPHP8, NPHP10, NPHP17, NPHP18, NPHP19 und NPHP20 erwähnt. Mit der Entdeckung weiterer Gene ist zu rechnen.
Gerd Harald Herold zählt zusätzlich unter anderen das Joubert-Syndrom und das Senior-Løken-Syndrom zum Krankheitsbild der Nephronophthise.

## Juvenile Nephronophthise (NPHP1)
Das für die juvenile Nephronophthise verantwortliche NPHP1-Gen befindet sich bei Menschen auf Chromosom 2 Genlocus q13. Mutationen oder auch eine Gen-Deletion können zu einem weitgehenden Funktionsverlust des aus NPHP1-Gen codierten Proteins Nephrocystin-1 führen.
Erste Symptome der Erkrankung zeigen sich durch eine Polyurie (krankhaft erhöhte Urinausscheidung), die meist im 4. bis 6. Lebensjahr eintritt. Die betroffenen Kinder fallen durch übermäßigen Flüssigkeitsbedarf in der Nacht auf (Polydipsie, krankhaft gesteigerter Durst, Vieltrinken; Nykturie, gelegentlich mit sekundärer Enuresis). Da die Symptome nur wenig ausgeprägt sind, wird die Erkrankung meist erst in einem weit fortgeschrittenen Stadium der chronischen Niereninsuffizienz diagnostiziert. In einem mittleren Lebensalter von 13 Jahren kommt es zum terminalen Nierenversagen, das bis zum 25. Lebensjahr alle Patienten erreichen.

## Infantile Nephronophthise (NPHP2)
Das für die Erkrankung verantwortliche NPHP2-Gen befindet sich bei Menschen auf Chromosom 9 Genlocus q22-q31. Mutationen oder auch eine Gen-Deletion können zu einem weitgehenden Funktionsverlust des aus NPHP2-Gen codierten Proteins Inversin führen. Das terminale Nierenversagen tritt bei der Nephronophthise Typ 2 meist schon im ersten Lebensjahr ein, häufig aber auch schon pränatal (vor der Geburt).

## Adoleszente Nephronophthise (NPHP3)
Die adoleszente Nephronophthise hat ihren Ursprung auf Chromosom 3 Genlocus q21-q22. Das terminale Nierenversagen tritt durchschnittlich im 19. Lebensjahr ein, was im Vergleich zu NPHP1 und NPHP2 signifikant später der Fall ist.

## NPHP4, NPHP5, NPHP6, NPHP7
Über diese vier Formen der Nephronophthise ist bisher noch recht wenig bekannt. Die Nephronophthise Typ 4 hat ihren Ursprung auf Chromosom 1 Genlocus p36.22. Das NPHP4-Gen codiert das Protein Nephroretinin. Das NPHP5-Gen, auch IQCB1 genannt, liegt auf Chromosom 3 Genlocus q21.1 und codiert für Nephrocystin-5. NPHP6, auch CEP290 genannt, befindet sich auf Chromosom 12 Genlocus q21.33. Das erst 2007 entdeckte „NPHP7-Gen“ ist das GLIS2-Gen und codiert das Zinkfingerprotein GLIS2.

## Symptome und Komplikationen
Beschrieben werden medulläre (Medulla renalis) Zysten in den kleinen fibrotischen Nieren mit einer Niereninsuffizienz. Zusätzlich kann es zu Wachstumsretardierungen, Anämien, Leberfibrosen und zu zerebellaren Ataxien im Rahmen anderer Syndrome sowie zu arterieller Hypertonie kommen. Die extrarenalen Symptome umfassen außerdem manchmal einen Situs inversus, Herzfehler oder Knochenanomalien. Gelegentlich kommt es zusätzlich am Auge zu einer Retinitis pigmentosa, zu tapetoretinalen Degenerationen, zu einem Kolobom der Sehnervenpapille und zu einer okulomotorischen Apraxie vom Typ Cogan (Cogan-Syndrom) mit Visusverlusten bis hin zur Amaurose.

## Diagnose
Patienten mit Nephronophthise haben infolge des tubulären Konzentrierungsdefektes erhebliche Salzverluste, die zu einer schweren Dehydratation und zu Elektrolytverschiebungen führen können. Der Verlust der Fähigkeit, den Urin auf über 800 mosm × kg−1 H2O konzentrieren zu können, ist ein Frühsymptom der Erkrankung. Im Blut der Betroffenen lassen sich eine Azotämie (überdurchschnittlich hoher Gehalt an stickstoffhaltigen Stoffwechselprodukten), eine Anämie (Blutarmut), eine Hypokaliämie (Kaliummangel), eine Hyperurikämie und eine metabolische Azidose (Übersäuerung) nachweisen. Neben der eingeschränkten Nierenfunktion sind noch Gichtanfälle mit der medullären zystischen Nierenerkrankung assoziiert.
Die eingeschränkte Nierenfunktion lässt sich mit der im Zeitablauf kleiner werdenden glomerulären Filtrationsrate (GFR) verfolgen. Eine seitengetrennte Bestimmung der GFR ist zusätzlich mit der Nierenfunktionsszintigraphie möglich.
Die Diagnose lässt sich durch Sonographie („Ultraschall“) oder andere bildgebende Verfahren, wie beispielsweise die Computertomographie oder die Magnetresonanztomographie, stellen.
Atrophische und zystisch erweiterte Tubuli befinden sich in der Mehrzahl an der kortikomedullären Grenze der Nieren. Die Zysten gehen meist vom distalen Konvolut und den Sammelrohren aus.

## Differenzialdiagnosen
„Diabetes insipidus centralis, Diabetes insipidus renalis, Nierenhypoplasie, urogenitale Missbildungen, autosomal-rezessive Zystennieren, autosomal-dominante Zystennieren, Bardet-Biedl-Syndrom, Meckel-Gruber-Syndrom, Joubert-Syndrom, glomerulozystische Nierenerkrankung, Jeune-Syndrom Typ I, MCKD.“ „Auswahl von Syndromen mit Zystennieren (modifizert nach Zerres et alii 2001): Bardet-Biedl-Syndrom, branchio-oto-renales Syndrom, Fryns-Syndrom, von-Hippel-Lindau-Syndrom, Kaufmann-McKusick-Syndrom, Kurzrippen-Polydaktylie-Syndrom, Meckel-Syndrom, oro-fazio-digitales Syndrom Typ 1, Prune-Belly-Syndrom, renale pankreatische Dysplasie, retinarenale Dysplasiesyndrome, tuberöse Sklerose, VATER-Assoziation, Zellweger-Syndrom.“

## Abgrenzung zu medullär zystischen Nierenerkrankungen
Bis in die 1970er Jahre hinein ist man davon ausgegangen, dass die Nephronophthise und die beiden medullär-zystischen Nierenerkrankungen (Typ 1+2) dieselbe Krankheit sind. Beide Formen lassen sich histologisch nicht unterscheiden. Der Erbgang der Nephronophthise ist autosomal-rezessiv, während er bei MCKD1 und MCKD2 autosomal-dominant ist. Wegen der Ähnlichkeit dieser Erkrankungen spricht man auch vom NPH-MCKD-Komplex. Hier bedeuten die Abkürzungen NPH = Nepronophthisis und MCKD = medullary cystic kidney disease.

## Therapie
Es ist bis heute keine Therapie bekannt, die das Nachlassen der Nierenleistung bis in die chronische Niereninsuffizienz hinein aufhalten könnte. Die Behandlung der Nephronophthise erfolgt deshalb rein symptomatisch. Eine Heilung bietet nur eine Nierentransplantation. Mit dem terminalen Versagen der Nieren wird eine Nierenersatztherapie notwendig; entweder in Form der Dialyse oder mittels Nierentransplantation.